# Eerste Christelijke LTS Patrimonium (Amsterdam)

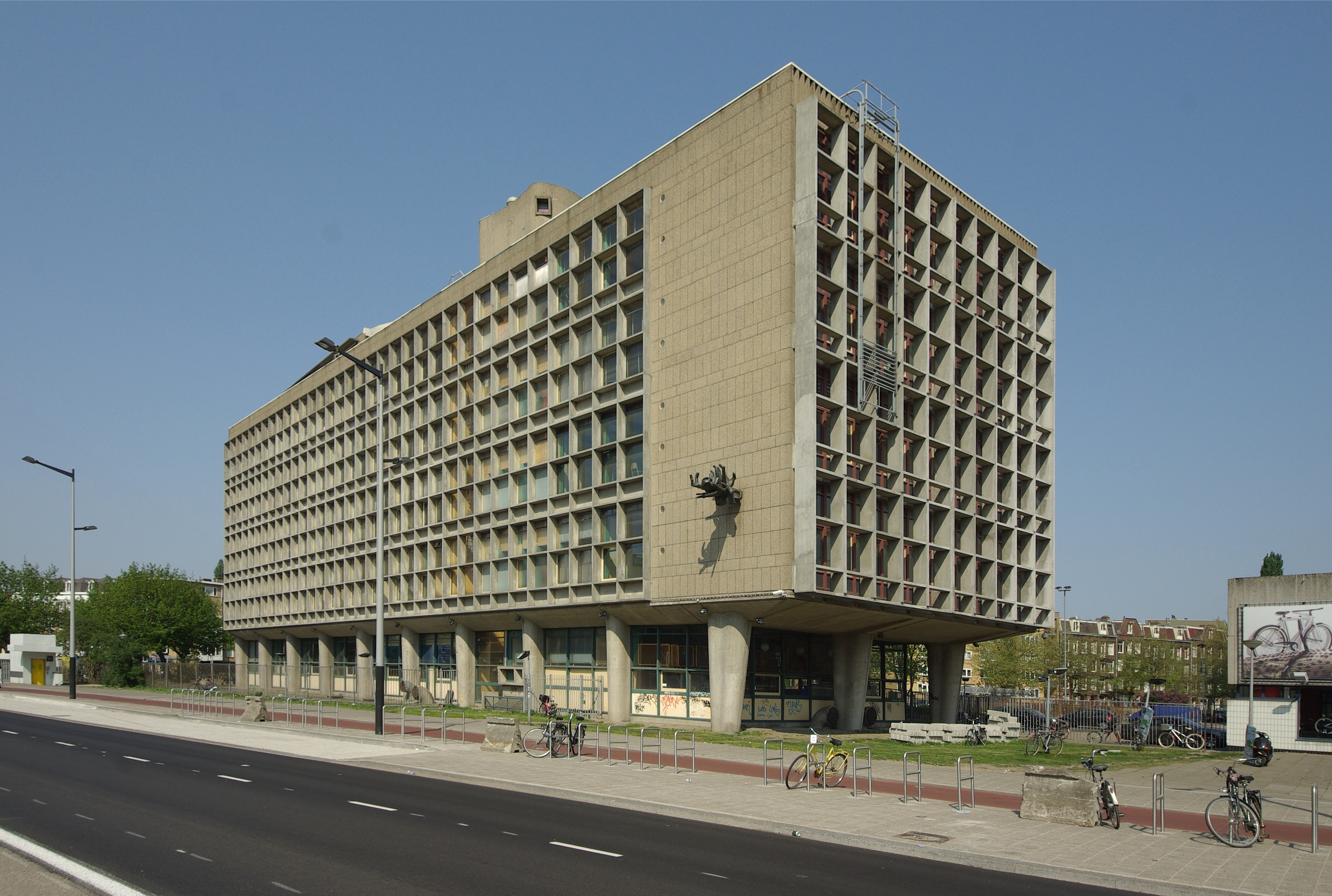
Ehemalige 1e Christelijke LTS Patrimonium, 2011

Die ehemalige Eerste Christelijke L(agere) T(echnische) S(chool) Patrimonium (deutsch Erste Christliche Technische Berufsschule Patrimonium) befindet sich an der Vrolikstraat 8 im Amsterdamer Stadtbezirk Oost. Der Gebäudekomplex wurde in den Jahren 1952 bis 1956 nach Plänen der Architekten C. de Geus und C. v. d. Bom erbaut. Das Haus steht leicht angewinkelt an der parallel verlaufenden Wibautstraat, um die Sonneneinstrahlung optimal auszunutzen und die exponierte Lage hervorzuheben.
Die am und im Gebäude befindlichen Betonreliefs und Mosaike zu den Themen Handwerk und Technik stammen von Harry op de Laak. Unter der Leitung des Architekten J. B. Ingwersen fanden 1962 und 1968 umfangreiche Umbauten statt, bei denen unter anderem eine Sporthalle in das Gebäude integriert wurde. Die Bronzeskulptur an der Fassade wurde von dem Bildhauer W. Reijers geschaffen. Das Kunstwerk, das zwei greifende Hände darstellt, wurde 1956 angefertigt, jedoch erst Ende der 1970er Jahre hier angebracht. In der zentralen Halle des Gebäudes stand außerdem die Betonplastik Spielende Kinder (1956) von P. Eecen, die heute als verschollen gilt.
2007 wurde der Komplex in die Top 100 der niederländischen Denkmäler 1940–1958 aufgenommen, seit 2009 ist er Rijksmonument. Zum denkmalgeschützten Ensemble gehören auch das Eingangsportal mit einer etwa 21 Meter langen Mauer, deren Mosaikverzierung die Schöpfungsgeschichte darstellt, sowie der mit 3,5 × 3,5 Meter großen Betonplatten gepflasterte Schulhof mit zwei Sitzbänken.

## Beschreibung

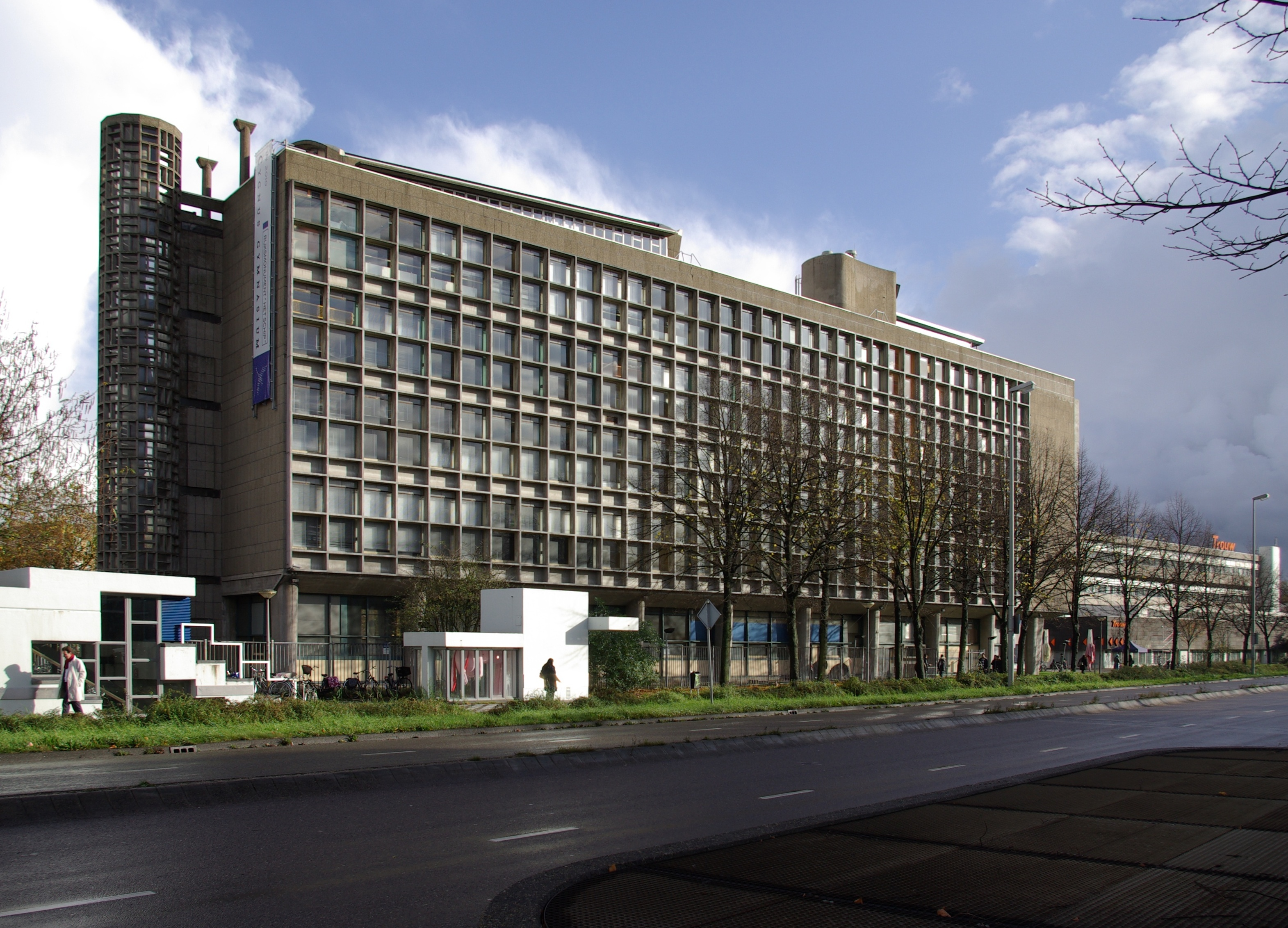
Ehemalige 1e Christelijke LTS Patrimonium, 2009

Die Architektur des im Auftrag der Christelijke Stichting Patrimoniums Nijverheidsscholen (deutsch Christliche Stiftung Patrimoniums Fachschulen) errichteten Schulgebäudes ist stark an die von Le Corbusier entwickelte Unité d’Habitation angelehnt. Der Kern des Gebäudes besteht aus einem Stahlbetonskelett, dessen Trägerabstände horizontal und vertikal 3,50 Meter betragen. Die Pfeiler des Erdgeschosses, in dem sich die Unterrichtswerkstatt befand, sind im Sinne des von Corbusier entwickelten Pilotis sichtbar. Die Giebel dazwischen haben große Fenster mit schmalen Rahmen, um größtmögliche Offenheit zu suggerieren. Die fensterlosen Teile des Giebels und der Fries über der vierten Etage wurden mit Betonplatten verkleidet. Vor den Fensterfronten sind Betonrahmen angebracht. Der charakteristische Schacht mit kleinen Glasfenstern an der Nordseite beherbergt eine Fluchttreppe. Fenstergiebel, Giebelplatten, Treppenhaus und Fluchttreppe wurden aus Schleuderbeton gefertigt.

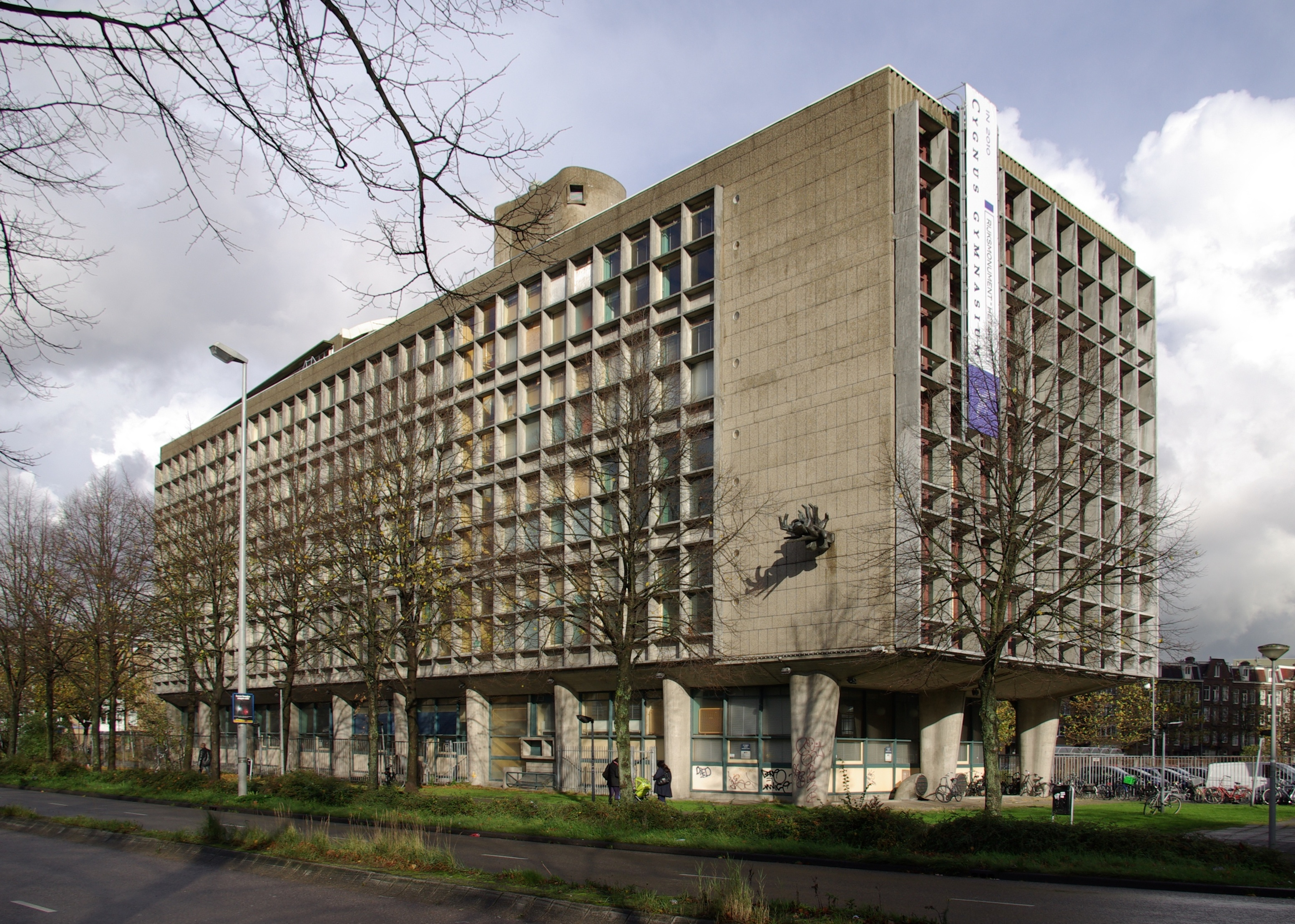
Ehemalige 1e Christelijke LTS Patrimonium, 2009

Das Gebäudeinnere war ursprünglich vertikal in Theorie- und Praxisräume unterteilt. Im vierten Obergeschoss an der Südseite war eine Kantine untergebracht, von der eine erhöhte Dachkonstruktion zeugt. Das längliche Dach an der Nordseite stammt von der ehemaligen Sporthalle daneben. In den 1990er Jahren wurde das Gebäude umfassend renoviert, wobei im Inneren der Sichtbeton und fast alle Reliefs übermalt wurden. Auch die Einteilung der Eingangshalle für die Dozenten wurde verändert. Die Kantine wurde in das Erdgeschoss verlegt, wofür man dort ein weiteres Stockwerk einbaute. Ansonsten sind der Grundriss und das Äußere des Komplexes unverändert.
Das Schulgebäude ist heute noch als solches in Gebrauch und wird vom 1990 gegründeten Europa College/ROC ASA genutzt, das unter anderem aus der LTS Patrimonium hervorging.